# Novăcești (okręg Prahova)
Novăcești – wieś w Rumunii, w okręgu Prahova, w gminie Florești. W 2011 roku liczyła 750 mieszkańców.